# Marianne Vlasveld
Marianne Vlasveld (Roelofarendsveen, 17 juni 1967) is een Nederlandse wintertriatlete en langlaufster. Drievoudig Europees- en tweevoudig wereldkampioene wintertriatlon. Hiernaast is ze ook een sterk duatlete getuige haar zilveren medaille op het NK 2003.
In circa 1989 is ze begonnen met het doen van triatlons. Haar eerste succes op de wintertriatlon boekte ze in 1999 met het winnen van de Nederlandse kampioenschappen. In datzelfde jaar won ze ook voor de eerste maal de Europese kampioenschappen. In zowel 2002, 2003 werd ze wereldkampioen wintertriatlon. Verder heeft ze meerdere wereldbekerwedstrijden gewonnen. In 2003 is ze onderscheiden met de Thea Sybesma Award.

## Titels
- Wereldkampioene wintertriatlon - 2002, 2003
- Europees kampioene wintertriatlon - 1999, 2001, 2003
- Nederlands kampioene wintertriatlon - 1999, 2001, 2002, 2003

## Palmares

### wintertriatlon
- 1989:  NK in Assen - 6:36.30
- 1994:  NK in Assen - 2:46.46
- 1999:  NK in Assen - 6:23.52
- 1999:  EK in Mals - 2:07.44
- 1999:  WK in Bardonecchia - 2:05.57
- 2000:  EK in Donovalty - 2:11.47
- 2001:  NK in Assen - 2:47.58
- 2001:  EK in Achensee - 1:41.51
- 2001:  WK in Lenzerheide - 1:46.51
- 2002:  NK in Assen - 2:59.26
- 2002:  EK in Achensee - 2:07.05
- 2002:  WK in Brusson - 1:45.04
- 2003:  NK in Assen - 2:48.25
- 2003:  EK in Donovalty - 1:36.58
- 2003:  WK in Oberstaufen - 1:32.36
- 2004:  EK in Wildhaus - 1:26.58
- 2004:  WK in Wildhaus - 1:19.07
- 2005:  EK in Freudenstadt - 1:43.21
- 2005:  WK in Strebske Pleso - 1:19.34

### duatlon
- 2003:  NK in Valkenburg a/d Geul - 2:19.50